# Heather Kalenchuk
Heather Kalenchuk (Edmonton, 14 de marzo de 1984) es una deportista canadiense que compitió en curling. Ganó una medalla de plata en el Campeonato Mundial de Curling Femenino de 2011.

## Palmarés internacional
| Campeonato Mundial | Campeonato Mundial  | Campeonato Mundial | Campeonato Mundial |
| Año                | Lugar               | Medalla            | Prueba             |
| ------------------ | ------------------- | ------------------ | ------------------ |
| 2011               | Esbjerg (Dinamarca) | Medalla de plata   | Equipo             |